# Юність (фільм, 2015)
«Юність» (англ. Youth) — фільм-драма 2015 року, поставлений режисером Паоло Соррентіно. Світова прем'єра стрічки відбулася на 68-му Каннському кінофестивалі, де вона претендувала на Золоту пальмову гілку. Прем'єра в Україні у широкому кінопрокаті відбулася 29 жовтня 2015 року.

## Сюжет
Мік Бойл (Гарві Кейтель) і Фред Белінджер (Майкл Кейн) дружать більшу частину життя. Вони — найкращі друзі, люблять увесь час кепкувати один з одного. Фред — відомий диригент і композитор, що здобув популярність по всьому світу. Він уже завершив свою кар'єру і не збирається повертатися до колишнього життя, адже роки беруть своє і йому вже складно що-небудь робити. Мік — прославлений режисер, який, навіть, незважаючи на старість, як і раніше працює над створенням сценарію нового фільму, який повинен поставити крапку в його кар'єрі. Проте справа просувається помалу, Мік вже не такий молодий, як раніше, а в голові немає тієї ясності думок, як колись.
Обидва герої вирішили відпочити у мальовничому місці, розміщеному біля підніжжя швейцарських Альп. Тут чоловіки насолоджуються тихою старістю, і щодня діляться своїми старечими проблемами. Мік і Фред побічно спостерігають за своїми дітьми, які заплуталися в житті і тепер не знають, що робити. З висоти життєвого досвіду герої судять про поведінку оточення та обговорюють любовні проблеми дітей. Мік продовжує працювати над сценарієм, надихаючи інших постояльців курорту, в той час як до Фреда звертається сама королева, яка просить його виступити на дні народження принца Філіпа, але Фред відмовляється, після цього у нього починаються неприємності…

## В ролях

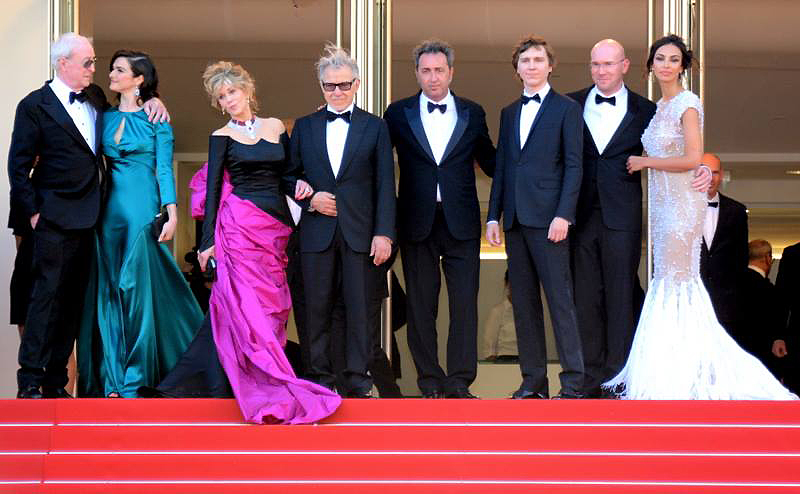
Режисер та актори фільму на Каннському кінофестивалі 2015

| Майкл Кейн         | ···· | Фред Белінджер      |
| Гарві Кейтель      | ···· | Мік Бойл            |
| Рейчел Вайс        | ···· | Лена Белінджер      |
| Пол Дано           | ···· | Джиммі Трі          |
| Джейн Фонда        | ···· | Бренда Морель       |
| Марк Козелек       | ···· | «Сам»               |
| Роберт Зіталер     | ···· | Лука Мородет        |
| Алекс Макквін      | ···· | емісар королеви     |
| Луна Зимич Мийович | ···· | молода масажистка   |
| Том Ліпінський     | ···· | закоханий сценарист |
| Мадаліна Генеа     | ···· | міс Всесвіт         |
| Емілія Джонс       | ···· | Френсіс             |

## Визнання
| Нагороди та номінації фільму «Юність» | Нагороди та номінації фільму «Юність»              | Нагороди та номінації фільму «Юність» | Нагороди та номінації фільму «Юність»            | Нагороди та номінації фільму «Юність» | Нагороди та номінації фільму «Юність» |
| Рік                                   | Кінофестиваль/кінопремія                           | Категорія/нагорода                    | Номінант                                         | Результат                             | Дж                                    |
| ------------------------------------- | -------------------------------------------------- | ------------------------------------- | ------------------------------------------------ | ------------------------------------- | ------------------------------------- |
| 2015                                  | 68-й Каннський кінофестиваль                       | Золота пальмова гілка                 | «Юність»                                         | Номінація                             |                                       |
| 2015                                  | Італійський національний синдикат кіножурналістів  | Найкращий режисер                     | Паоло Соррентіно                                 | Перемога                              |                                       |
| 2015                                  | Італійський національний синдикат кіножурналістів  | Найкращий сценарій                    | Паоло Соррентіно                                 | Номінація                             |                                       |
| 2015                                  | Італійський національний синдикат кіножурналістів  | Найкращий оператор                    | Лука Бігацці                                     | Перемога                              |                                       |
| 2015                                  | Італійський національний синдикат кіножурналістів  | Найкращий монтаж                      | Крістьяно Травальолі                             | Номінація                             |                                       |
| 2015                                  | Італійський національний синдикат кіножурналістів  | Найкращий продюсер                    | Карлотта Калорі, Франческа Чіма, Нікола Джуліано | Перемога                              |                                       |
| 2015                                  | Італійський національний синдикат кіножурналістів  | Найкращі декорації                    | Людовіка Ферраріо                                | Номінація                             |                                       |
| 2015                                  | Італійський національний синдикат кіножурналістів  | Найкращий дизайн костюмів             | Карло Поджіолі                                   | Номінація                             |                                       |
| 2015                                  | Італійський національний синдикат кіножурналістів  | Найкращий кастинг-директор            | Анна Марія Самбуччо                              | Номінація                             |                                       |
| 2015                                  | Міжнародний кінофестиваль у Карлових Варах         | Приз глядацьких симпатій              | «Юність»                                         | Номінація                             |                                       |
| 2015                                  | Італійський «Золотий глобус»                       | Найкращий оператор                    | Лука Бігацці                                     | Перемога                              |                                       |
| 2015                                  | Італійський «Золотий глобус»                       | Найкращий сценарій                    | Паоло Сорретніно                                 | Номінація                             |                                       |
| 2016                                  | 73-тя церемонія вручення нагороди «Золотий глобус» | Найкращий акторка другого плану       | Джейн Фонда                                      | Номінація                             | [ 7 ]                                 |
| 2016                                  | 73-тя церемонія вручення нагороди «Золотий глобус» | Найкраща пісня                        | Simple Song #3 (Девід Ленг)                      | Номінація                             | [ 7 ]                                 |
| 2016                                  | Премія Сезар                                       | Найкращий фільм іноземною мовою       | «Юність»                                         | Номінація                             |                                       |
| 2016                                  | 88-ма церемонія вручення нагороди «Оскар»          | Найкраща пісня до фільму              | Simple Song #3 (Девід Ленг)                      | Номінація                             | [ 8 ]                                 |

## Випуск
У 2015 році «Юність» («Молодість») було оголошено фільмом відкриття 45-го Київського міжнародного кінофестивало «Молодість», проте через труднощі з дистриб'ютором стрічки — компанією «Артхаус Трафік», яка змінила назву фільму на «Юність» і попросила «удвічі більшу ціну порівняно з іноземними дистриб'юторами за його разовий показ на фестивалі», було прийняте рішення про його заміну британським фільмом режисера Ендрю Гея «45 років».

## Навколо фільму
Фільм знятий у східній частині Швейцарських Альп. У фільмі є сцена на залізничному вокзалі села Візен, яке знаходиться між містами Санкт-Моріц і Давос.